# 巨人戦ハイライト
巨人戦ハイライト（きょじんせんハイライト）とは日本テレビ制作で、クロスネット局（過去の青森放送・秋田放送・山形放送・テレビ信州・北日本放送・福井放送・日本海テレビ・山口放送・四国放送・南海放送・テレビ長崎・テレビ大分・テレビ宮崎・鹿児島テレビなど）向けに放送しているフィラー番組であり、日本テレビ系列で放送された読売ジャイアンツ戦のハイライトを放送していた番組である。

## 番組の目的
日本テレビ系列で放送している「Fun!BASEBALL!!」では、最大21:24迄の30分延長（2005年8月以後は試合展開によって延長の途中打ち切りの場合も）がある。そのため深夜にNNN系列局で生放送している「news zero」「Going!Sports&News」も遅れて放送される。
野球小僧（白夜書房）2010年12月号によると、フジテレビジョンが「プロ野球ニュース」を開始し成功を収めた翌年の1977年ごろから、フジテレビと同じ題名の「プロ野球ニュース」として放送されたが、この当時から巨人に特化した内容で放送され、原型となっているとされている。1978年ごろから「巨人戦ハイライト」に改められた。
21時台・22時台・23時台にテレビ朝日系列（『土曜ワイド劇場』『日曜洋画劇場』『はぐれ刑事純情派』『暴れん坊将軍』など）・TBS系列（『水戸黄門』『大岡越前』『江戸を斬る』『翔んでる!平賀源内』といった『ナショナル劇場』など）・フジテレビ系列（『ゴールデン洋画劇場』など）スポンサードネット番組を定時放送し、プロ野球ナイター中継の延長が出来ない日本テレビ系列が対象となっていた。特に土曜・日曜でこの措置を行っていた局が多かった。プロ野球ナイター中継では実況アナウンサーが『この試合の模様は一部の地域を除いて放送時間を延長してお送り致します』とコメントしていた。北日本放送・南海放送では1987年度まで日曜22:30から『ナショナル劇場』を放送していたため延長対応はなかったが、1988年度に月曜22:00へ移動したため、1988年度から日曜もプロ野球ナイター中継の延長対応が行われることになった。クロスネット局の減少・サッカーJリーグ中継開始で延長対応が必要になったことなどで1995年頃までにこの措置は段階的に減少していった。
クロスネット局であるテレビ大分とテレビ宮崎では最終版ニュースとスポーツを日本テレビ系列であるNNNから配給されており、プライムタイム（19:00～23:00）の枠において、フジテレビやテレビ朝日などの番組をネットワーク受けする曜日に、日本テレビ系列で巨人戦中継があり放送時間延長があった場合は、報道番組の性質上、「撮って出し」（放送前に無編集で収録すること）が出来ず必ず生放送をしなければいけないのでNNNの以上の生放送番組が始まるまで「巨人戦ハイライト」を時間調整のための穴埋め（フィラー）番組として放送する。
延長戦の時間制限が撤廃された後は、ごくまれに23時を過ぎても試合が終わらなかった時に、本番組が当該ネット局へ裏送りでの生中継（日本テレビケーブルニュース〈現:日テレNEWS24〉のリレー中継と同時放送）となったことがあった。
ただ、1980年代前半までは現在とは異なり、報道番組でも特に重大なニュースがなかった時は時折「撮って出し」を行うことがあった。このため、「NNNきょうの出来事」を巨人戦を延長せず他系列の番組を放送したクロスネット局向けに先行放送した後、巨人戦の延長をした局にその内容を録画して放送したケースがある（重大なニュースの場合は改めて生放送をすることもあった）。
以前はこの2局以外にもクロスネット局が多かったため、最終版ニュースをNNNから配給される放送局で巨人戦の生中継がなかった（あるいは巨人戦の生中継があっても延長になる試合にもかかわらず定時終了となる）地域でも「巨人戦ハイライト」が放映された局があった。また、一部の系列局でも他系列番組の編成の都合から「巨人戦ハイライト」が放映された局もあった。
なお、日本テレビ系列で日本シリーズ中継を実施した日に同様の措置を採る場合、必ずしも巨人が試合に関わるわけではないため「日本シリーズハイライト」のタイトルで放送される。この場合は30分を超えて延長オプションが行使されるため、延長時分によっては別の単発番組も合わせて放送することがある。

## その他
- 当番組を放送していた局では、定刻で「NNNきょうの出来事」のオープニングが流れ、CMをはさんだ後、当番組を放送、再びCMをはさみ、同時ネット局での「きょうの出来事」の本編開始と同時にニュース本編が始まっていた。この場合は、新聞テレビ欄には、『出来事orきょうの出来事（延長ありor延長の場合あり） 』と表記されていた。